# 保坂俊司
保坂 俊司（ほさか しゅんじ、1956年 - ）は、日本の宗教学者、中央大学教授。専攻は比較宗教学・比較文明論・インド思想・仏教学・宗教学・哲学。比較文明学会会長。
群馬県渋川市生まれ。早稲田大学社会科学部卒、1991年同大学院文学研究科東洋哲学専攻修士課程修了。デリー大学に学び、グル・ナーナク研究所研究員、麗澤大学国際経済学部専任講師、助教授、教授、2009年中央大学総合政策学部教授。同大学の国際情報学部新設に関わる。

## 著書
- 『シク教の教えと文化 大乗仏教の興亡との比較』平河出版社、1992
- 『イスラームとの対話』成文堂選書、2000
- 『インド仏教はなぜ亡んだのか イスラム史料からの考察』北樹出版、2003
- 『イスラム原理主義・テロリズムと日本の対応 宗教音痴日本の迷走』北樹出版、2004
- 『仏教とヨーガ』東京書籍、2004
- 『知識ゼロからの世界の三大宗教入門』幻冬舎、2005
- 『戒名と日本人 あの世の名前は必要か』祥伝社新書、2006
- 『国家と宗教』光文社新書、2006
- 『宗教の経済思想』光文社新書、2006
- 『ブッダとムハンマド 開祖でわかる仏教とイスラム教』サンガ新書、2008
- 『癒しと鎮めと日本の宗教』北樹出版、2009
- 『「格差拡大」とイスラム教』プレジデント社、2015
- 『グローバル時代の宗教と情報　文明の祖型と宗教』北樹出版、2018
- 『インド宗教興亡史』ちくま新書、2022
- 『仏教興亡の秘密　仏教を導いた語りえぬものについて』ぷねうま舎、2023

### 共著・編著・監修
- 『人間の文化と宗教』〈比較宗教への途 1〉新免光比呂、頼住光子、佐藤貢悦共著 北樹出版、1994
- 『人間の社会と宗教』〈比較宗教への途 2〉頼住光子、新免光比呂共著 北樹出版、1998
- 『人間の文化と神秘主義』〈比較宗教への途 3〉頼住光子、吉村均、新免光比呂共著 北樹出版、2005
- 『世界の宗教問題の基本 2時間でザックリわかる!』編著 青春新書インテリジェンス、2008
- 『図解 比べてわかる! 世界を動かす3宗教：ユダヤ教・キリスト教・イスラム教』監修、PHP研究所、2013
- 『アジア的融和共生思想の可能性』〈中央大学政策文化総合研究所研究叢書 26〉中央大学出版部、2019

### 翻訳
- マハトマ・ガンジー『私にとっての宗教』竹内啓二[2]・浦田広朗・鈴木康之・梅田徹共訳、新評論、1991／オンデマンド出版による復刻 2002
- グリンダル・シン・マン『シク教』〈シリーズ21世紀をひらく世界の宗教〉春秋社、2007

## 参考
- [ISBN 978-4-569-81015-7]
- 『現代日本人名録』2002年